# Feldkirch (distrito)
Feldkirch é um distrito da Áustria no estado de Vorarlberg. Sua capital é a cidade de Feldkirch.

## Cidades e Municípios
Feldkirch possui 24 municípios, um com estatudo de cidade (Stadtgemeinde) e três com estatuto de mercado (Marktgemeinde) (populações em 30/6/2010):
| Cidade: - Feldkirch (30.869) Mercados: - Frastanz (6187) - Götzis (10.653) - Rankweil (11.617) | Municípios: - Altach (6397) - Düns (394) - Dünserberg (144) - Fraxern (665) - Göfis (3030) - Klaus (3093) - Koblach (4177) - Laterns (699) - Mäder (3665) - Meiningen (2008) - Röns (317) - Röthis (1935) - Satteins (2623) - Schlins (2280) - Schnifis (753) - Sulz (2364) - Übersaxen (613) - Viktorsberg (376) - Weiler (1959) - Zwischenwasser (3162) |